# Henry Villiers-Stuart (1er baron Stuart de Decies)
Henry Villiers-Stuart (8 juin 1803 - 23 janvier 1874), est un homme politique conservateur britannique.

## Biographie
Né à Londres, sous le nom d'Henry Crichton-Stuart, il est le fils aîné de Lord Henry Crichton-Stuart, troisième fils de John Stuart (1er marquis de Bute). Sa mère est Lady Gertrude Amilia, fille et héritière de George Mason-Villiers (2e comte Grandison). Il fait ses études au Collège d'Eton et Christ Church, Oxford. En 1822, il prend sous licence royale le nom de famille de Villiers-Stuart au lieu de Crichton-Stuart.
Il siège comme député du comté de Waterford de 1826 à 1830, et de Banbury de 1830 à 1831. Il est nommé le premier Lord Lieutenant de Waterford en 1831, un poste il occupe jusqu'à sa mort et est admis au Conseil privé d'Irlande en 1837. En 1839, il est élevé à la pairie comme baron Stuart de Decies, de Dromana dans les Decies dans le Comté de Waterford.

## Famille
Lord Stuart de Decies se serait marié en 1826 avec Theresia Pauline Ott, à Londres et sous la loi écossaise en Écosse. Cependant, il n'a jamais été établi que Theresia était libre de se marier. En conséquence, leur fils, Henry Villiers-Stuart, est considéré comme illégitime et n'a pas eu le droit de lui succéder comme baron. En conséquence, la pairie s'éteint à la mort de lord Stuart de Decies en janvier 1874, à l'âge de 70 ans. Thérésia est décédée en août 1867 .